# Nicolai Hartmann
Pour les articles homonymes, voir Hartmann.
Nicolai Hartmann est un philosophe et professeur de philosophie allemand, né à Rīga, alors dans le gouvernement de Livonie appartenant à l'Empire russe (aujourd'hui en Lettonie), le 20 février 1882 et mort à Göttingen en Allemagne, le 9 octobre 1950. Hartmann ne fait pas partie du néokantisme, bien qu'ayant professé à Marbourg dans les années 1920-1925. Au contraire, ses premières œuvres majeures (Les Principes d'une métaphysique de la connaissance et La Philosophie de l'idéalisme allemand) formulent un certain nombre de critiques envers le néo-kantisme.

## Biographie
Hartmann est le fils de l'ingénieur Carl August Hartmann (mort en 1890) et de son épouse Helene, née Hackmann, fille de pasteur. Nicolai Hartmann est élève à Saint-Pétersbourg au lycée allemand à partir de 1897. Après son baccalauréat (Abitur), il étudie la médecine en 1902 et 1903 à l'université de Dorpat (université de langue allemande de l'Empire russe), puis il étudie la philosophie à la faculté de philosophie de l'université de Saint-Pétersbourg, ainsi que la philologie classique. En 1905, après les événements révolutionnaires, il poursuit ses études à Marbourg, où il suit les cours des néokantiens Hermann Cohen et Paul Natorp. C'est ici qu'il commence une amitié à vie avec Heinz Heimsoeth. En 1907, il reçoit sa promotion de thèse de doctorat grâce à „Das Seinsproblem in der griechischen Philosophie vor Plato“ (Le Problème de l'être dans la philosophie grecque avant Platon). 
Après avoir combattu pendant la Première Guerre mondiale, il est nommé professeur de philosophie à Marbourg (1920-1925), puis à Cologne (1925-1931), à Berlin 1931-1945, et enfin à Göttingen (1945-1950).

## Philosophie
Le premier ouvrage de Hartmann (publié en 1909) montre son adhésion à un kantisme assez répandu dans l'université allemande au tournant des XIXe – XXe siècle, bien que cet ouvrage soit consacré à Platon (Platos Logik des Seins - La Logique de l'Être chez Platon). Ensuite, il publie un ouvrage en deux volumes qui formule des éléments de critique à l'égard du néo-kantisme (1923-1929 : Die Philosophie des deutschen Idealismus), avec qui la rupture sera consommée par la publication en 1942 de Neue Wege der Ontologie - Nouveaux chemins de l'ontologie). Alors que pour le néo-kantisme, c'est l'esprit qui construit ses objets, pour Hartmann, l'ontologie est première et c'est l'épistémologie qui devient un champ d'exploration dérivé et dépendant du fait que les étants sont premiers. L'être est un prérequis à la connaissance de l'être. Dès lors, la connaissance est une partie de la réalité et non pas un domaine extérieur et surplombant cette réalité.
Cependant, Hartmann laisse une place à la distinction entre les catégories objectives, qui appartiennent au réel et les catégories subjectives qui participent de l'élaboration des connaissances. Pour Hartmann, le fait que l'esprit humain soit limité par l'irrationnel et que les conditions de la connaissance que sont l'espace et le temps introduisent des limites à la connaissance humaine implique que  la distance sera toujours un fait indépassable entre le sujet et l'objet. Le sujet de la connaissance ne pourra jamais totalement réduire cette distance. On peut trouver aussi des éléments de convergence entre la pensée de Nicolai Hartmann et celle de Max Scheler.

### Livres
- 1909, Platos Logik des Seins, Topelmann, Giessen.
- 1921, Grundzüge einer Metaphysik der Erkenntnis, Vereinigung wissenschaftl. Verleger, Berlin.
- 1923-1929, Die Philosophie des deutschen Idealismus ; 1: Fichte, Schelling und die Romantik. - 1923. 2: Hegel. - 1929, de Gruyter, Berlin.
- 1925, Ethik, de Gruyter, Berlin-Leipzig.
- 1931, Zum Problem der Realitätsgegebenheit, Philosophische Vorträge, Pan-Verlagsges, Berlin.
- 1933, Das Problem des geistigen Seins : Untersuchungen zur Grundlegung d. Geschichtsphilosophie u. d. Geisteswissenschaften, de Gruyter, Berlin-Leipzig.
- 1935-1950, Ontologie, 4 Bände: 1. Zur Grundlegung der Ontologie. 2. Möglichkeit und Wirklichkeit. 3. Der Aufbau der realen Welt: Grundriß der allgemeinen Kategorienlehre.  4. Philosophie der Natur: Abriss der speziellen Kategorienlehre, de Gruyter, Berlin.
- 1942, Neue Wege der Ontologie, in Systematische Philosophie, Kohlhammer, Stuttgart & Berlin.
- 1942, Systematische Philosophie, Kohlhammer, Stuttgart & Berlin.
- 1946, Leibniz als Metaphysiker, de Gruyter, Berlin.
- 1949, Einfürung in die Philosophie, Luise Hanckel Verlag, Hannover.
- 1949, Das Problem des geistigen Seins: Untersuchungen zur Grundlegung der Geschichtsphilosophie und der Geistewissenschaften, Walter de Gruyter Berlin.
- 1951, Teleologisches Denken, de Gruyter, Berlin.
- 1953, Ästhetik, de Gruyter, Berlin.
- 1954, Philosophische Gespräche, Vandenhoeck & Ruprecht, Göttingen.
- 1955, Der philosophische Gedanke und seine Geschichte, Zeitlichkeit und Substantialität, Sinngebung und Sinnerfüllung, de Gruyter, Berlin.
- 1955-1958, Kleinere Schriften ; *Bd. 1*Abhandlungen zur systematischen Philosophie. *Bd. 2*Abhandlungen zur Philosophie-Geschichte. *Bd. 3*Vom Neukantianismus zur Ontologie, de Gruyter, Berlin.

### Articles
- 1910, Zur Methode der Philosophiegeschichte in: Kant-Studien, 15, pp. 459-485.
- 1912, Philosophische Grundfragen der Biologie in: Wege zur Philosophie, 6.
- 1924, Diesseits von Idealismus und Realismus : Ein Beitrag zur Scheidg d. Geschichtl. u. Übergeschichtl. in d. Kantischen Philosophie  in: Sonderdrucke der Kantischen Studien, Pan Verlag R. Heise Berlin, pp. 160-206.
- 1926, Aristoteles und Hegel, Stenger Erfurt.
- 1933, Systematische Selbstdarstellung in: Deutsche systematische Philosophie nach ihren Gestaltern, Ebda, Berlin : Junker & Dünnhaupt, pp. 283-340.
- 1935, Das Problem des Apriorismus in der Platonischen Philosophie in: Sitzungsberichte d. Preuss. Akad. d. Wiss. Phil.-hist. Kl. 1935, 15, de Gruyter Berlin.
- 1936, Der philosophische Gedanke und seine Geschichte, in: Abhandlungen d. Preuss. Akad. d. Wissenschaften. Phil.-hist. Kl. 1936, Nr 5, de Gruyter Berlin.
- 1937, Der megarische und der Aristotelische Möglichkeitsbegriff: Ein Beitr. zur Geschichte d. ontolog. Modalitätsproblems, in; Sitzungsberichte d. Preuss. Akad. d. Wiss. Phil.-hist. Kl. 1937, 10, de Gruyter Berlin.
- 1938, Heinrich Maiers Beitrag zum Problem der Kategorien, in: Sitzungsberichte d. Preuss. Akad. d. Wiss. Phil.-hist. Kl. 1938, de Gruyter Berlin.
- 1939, Aristoteles und das Problem des Begriffs, in: Abhandlungen der Preussischen Akademie der Wissenschaften: Philosophisch-historische Klasse ; Jg. 1939, Nr 5, de Gruyter Berlin.
- 1941, “Zur Lehre vom Eidos bei Platon und Aristoteles”, in: Abhandlungen d. Preuss. Akad. d. Wiss. Phil.-hist. Kl. Jg. 1941, Nr 8, de Gruyter Berlin.
- 1942, Neue Wege der Ontologie, in: Systematische Philosophie, N. Hartmann, editor, Stuttgart 1942.
- 1943, Die Anfänge des Schichtungsgedankens in der alten Philosophie, in: Abhandlungen der Preußischen Akademie der Wissenschaften: Philosophisch-historische Klasse; Jg. 1943, Nr 3, de Gruyter Berlin.

### Traductions en français
- Hegel et le problème de la dialectique du réel, traduction de R.-L. Klee, Revue de Métaphysique et de Morale, vol. 38, 1931, p. 285-316.
- Les principes d'une métaphysique de la connaissance, traduction et préface de Raymond Vancourt, Tome I, Aubier Montaigne, Paris, 1945.
- Les principes d'une métaphysique de la connaissance, traduction et préface de Raymond Vancourt, Tome II, Aubier Montaigne, Paris, 1946.
- « Principes philosophiques des mathématiques d'après le Commentaire de Proclus aux deux premiers livres des Éléments d'Euclide », traduction de Geneviève de Pesloüan, dans Stanislas Breton, Philosophie et mathématique chez Proclus, Beauchesne, Paris, 1969, pp. 173-243.
- « Le concept mégarique et aristotélicien de possibilité: Contribution à l'histoire du problème ontologique de la modalité », traduction par Jean-Marc Narbonne, Laval Théologique et Philosophique, vol. 49, pp. 131-146, 1993.

### Livres sur Hartmann
- Georges Gurvitch, Les tendances actuelles de la philosophie allemande: E. Husserl, M. Scheler, E. Lask, N. Hartmann, M. Heidegger, préface de Léon Brunschvicg, Paris: J. Vrin, 1930.
- Aram M. Frenkian, La Méthode hippocratique dans le Phèdre de Platon, suivie d'une Note sur le sens primordial du mot KATHOLOY (à propos des idées de M. Nicolai Hartmann), Bucarest: Imprimerie nationale, 1941.
- Jean Wahl, La Structure du monde réel d'après N. Hartmann, Paris: Centre de documentation universitaire, 1953. Cours de la Sorbonne (1952).
- Jean Wahl, La Théorie des catégories fondamentales dans Nicolai Hartmann, Paris: Centre de documentation universitaire, 1954. Cours de la Sorbonne (1953).
- Jean Wahl, Les Aspects qualitatifs du réel. I. Introduction, la philosophie de l'existence; II. Début d'une étude sur Husserl; III. La philosophie de la nature de N. Hartmann, Paris: Centre de documentation universitaire 1955. Cours de la Sorbonne (1954).
- Anna-Teresa Tymieniecka, Essence et existence. Étude à propos de la philosophie de Roman Ingarden et Nicolai Hartmann, Aubier Editions Montaigne, Paris, 1957.
- Stanislas Breton, L'Être spirituel: Recherches sur la philosophie de Nicolaï Hartmann, Emmanuel Vitte, Lyon/Paris, 1962.
- Bernard Spreng, L'Irrationnel dans la philosophie de Nicolai Hartmann, Thèse, Université de Fribourg, Suisse, 1974.
- (it) Alessandro Gamba, In principio era il fine. Ontologia e teleologia in Nicolai Hartmann, Vita e Pensiero, Milano 2004.
- (it) Giuseppe D'Anna, Nicolai Hartmann. Dal conoscere all'essere, Morcelliana, Brescia 2009.
- Roberto Poli, Carlo Scognamiglio, Frédéric Tremblay (eds.), The Philosophy of Nicolai Hartmann, De Gruyter, Berlin, 2011.

### Articles sur Hartmann en français
- Stanislas Breton, "La théorie de la modalité dans l'ontologie de Nicolai Hartmann (première partie)", Rassegna di Scienze Filosofiche, vol. 2/3, 1948, pp. 20-49.
- Stanislas Breton, "La théorie de la modalité dans l'ontologie de Nicolai Hartmann (deuxième partie)", Rassegna di Scienze Filosofiche, vol. 4, 1948, pp. 30-60.
- Stanislas Breton, "Le problème de la liberté dans l'Éthique de Nikolai Hartmann", Revue Thomiste, vol. 49, 1949, pp. 310-335.
- Jules Vuillemin, "La dialectique négative dans la connaissance de l'existence. Note sur l'épistémologie et la métaphysique de Nikolaï Hartmann et de Jean-Paul Sartre", Dialectica, vol. 4, no. 1, 1950, pp. 21-42.
- Stanislas Breton, "Religion et philosophie chez Nikolai Hartmann", Doctor Communis, 1951, vol. 4, pp. 119-122.
- Stanislas Breton, "Le problème de l'être spirituel", Giornale di Metafisica, 1954, pp. 397-438.
- Émile Bréhier, "Nicolai Hartmann (1882-1950)," in Histoire de la philosophie allemande, troisième édition mise à jour par Paul Ricœur, 1954, Paris: Librairie philosophique J. Vrin, pp. 209-227.
- Raymond Vancourt, "Nicolaï Hartmann et le renouveau métaphysique", Revue Thomiste, vol. 54, 1954, pp. 584-607.
- Guy Vidal, "Connaissance a priori et connaissance a posteriori selon Nicolai Hartmann", Revue Philosophique de Louvain, Troisième série, vol. 58, n. 59, 1960, pp. 394-429.
- Leo Lugarini, "Nicolai Hartmann", in Les grands courants de la pensée mondiale contemporaine. Portraits, vol. I, Milano, 1964, pp. 661-696.
- Peter Baumanns, "La méthode des apories dans la philosophie dans Nicolai Hartmann", Revue de Métaphysique et de Morale, vol. 73, 1968, pp. 199-204.
- Richard Bodéüs, (compte rendu de) "Nicolai Hartmann 1882-1982. Mit einer Einleitung vom Joseph Stallmach und einer Bibliographie der seit 1964 über Hartmann erschienenen Arbeiten. Herausgegeben von Alois Joh. Buch", Revue Philosophique de Louvain, vol. 81, no. 52, 1983, pp. 666-668.
- Michel Bastit, "Recherche de l'être et nécessité de l'analogie: le cas Hartmann", Diotima, vol. 30, 2002, pp. 72-81.
- Nicolas Tertulian, "Nicolai Hartmann et Georg Lukács. Une alliance féconde", Archives de Philosophie, vol. 66, 2003, pp. 663-698.
- Joao Maurício Adeodato, "Connaissance et irrationalité (Critique à l'Ontologie de Nicolai Hartmann dans la philosophie du droit)", Archives de philosophie du droit, vol. 47, 2003, pp. 387-402.
- Gerhard Seel, "Nicolai Hartmann : Jusqu'où va son platonisme ?" Sylvain Delcomminette et Antonino Mazzù (eds.), L'idée platonicienne dans la philosophie contemporaine, Paris: Vrin, 2012, pp. 213-227.
- (es) Vélez León, Paulo. « An Intellectual Profile of Nicolai Hartmann (1882-1950). Part I ». Disputatio. Philosophical Research Bulletin, vol. 5, no. 6, 2016, pp. 457-538.